# Jean Behra

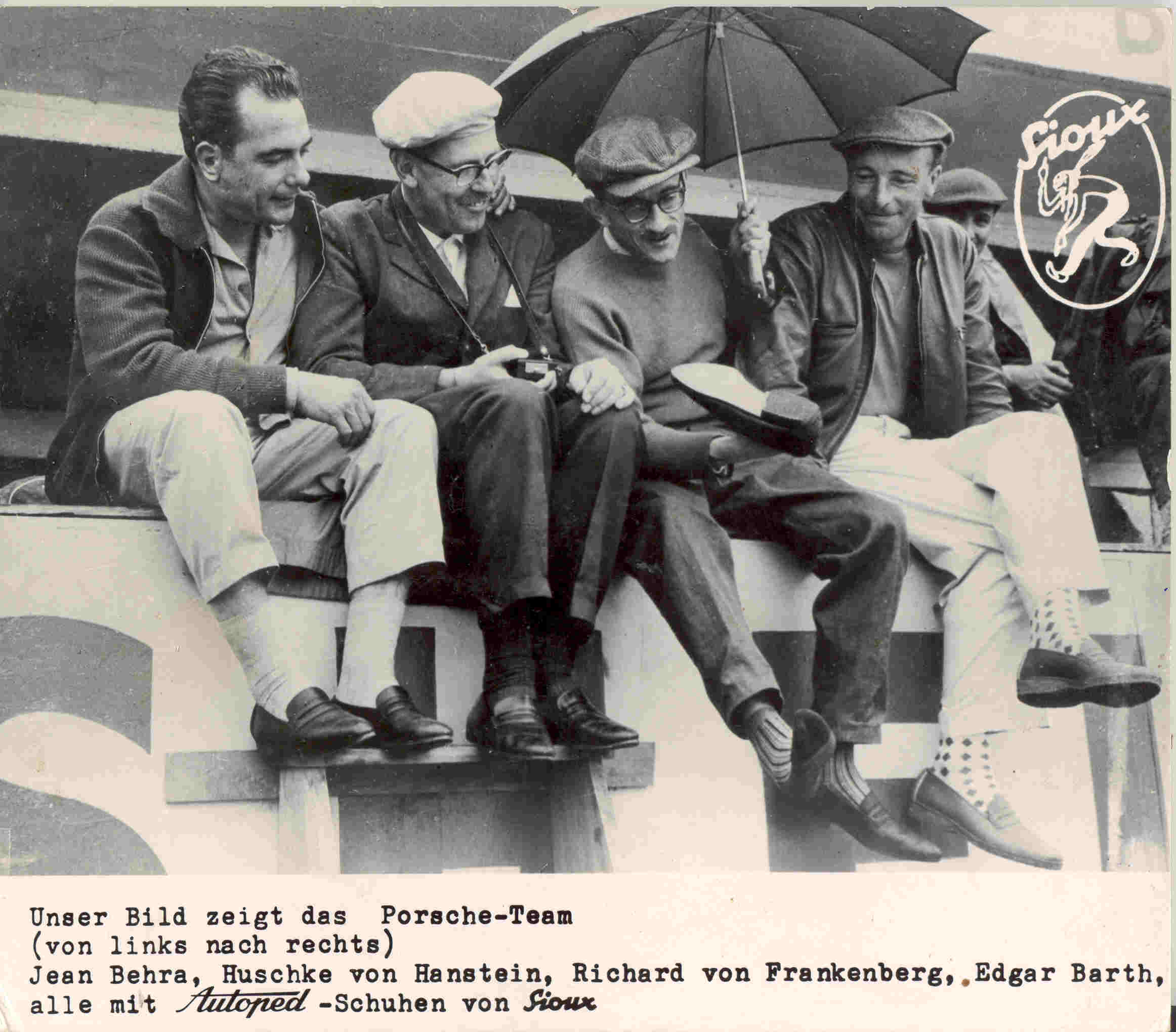
van links naar rechts: Jean Behra, Fritz Huschke von Hanstein, Richard von Frankenberg en Edgar Barth

Jean Marie Behra (Nice, 16 februari 1921 – Berlijn, 1 augustus 1959) was een Formule 1-coureur tussen 1952 en 1959. Hij racete voor de teams Gordini, Maserati, BRM, Ferrari en Porsche. Hij was teamleider van het laatste team, Behra-Porsche. Bij de Grand Prix van Duitsland 1959, zijn laatste Grand Prix, was hij de coureur die de meeste Formule 1-races had gereden. Hij overleed echter door een raceongeluk op AVUS, waardoor hij niet startte. 
Het wegvallen van Behra was voor Maria Teresa de Filippis, destijds de vrouwelijke coureur voor Behra-Porsche, reden om te stoppen met racen. 